# حرفه: خبرنگار
حرفه: خبرنگار (ایتالیایی: Professione: reporter) که همچنین با نام مسافر نیز شناخته می‌شود، یک فیلم هنری درام نئو نوآر ساخت سال ۱۹۷۵ به کارگردانی میکل آنجلو آنتونیونی است. این فیلم که توسط آنتونیونی، مارک پپلو و پیتر ولن نوشته شده است، دربارهٔ یک روزنامه‌نگار انگلیسی-آمریکایی به نام دیوید لاک (جک نیکلسون) است که در حین کار بر روی یک فیلم مستند در چاد، هویت یک تاجر مرده را، غافل از اینکه مَرد مُرده دلال اسلحه است، مال خود می‌کند. . مسافر با همبازیگری ماریا اشنایدر، واپسین فیلم در میان سه فیلمی است که آنتونیونی با تهیه‌کننده کارلو پونتی و مترو-گلدوین-مایر، پس از آگراندیسمان و نقطه زابریسکی قراردادش را بسته بود. این فیلم برای نخل طلای جشنواره فیلم کن رقابت کرد.

## بازیگران
* جک نیکلسون در نقش دیوید لاک
- ماریا اشنایدر در نقش دختر
- استیون برکوف در نقش استفن
- ایان هندری در نقش مارتین نایت
- جنی روناکر در نقش راشل لاک
- آمبرویز بیا در نقش آچهبه
- چارلز مولوهیل در نقش دیوید رابرتسون
- خوزه ماریا کافارل به عنوان نگهبان هتل
- جیمز کمبل در نقش دکتر جادوگر
- Manfred Spies در نقش غریبه آلمانی
- ژان باپتیست تیمله در نقش قاتل
- آنجل دل پوزو به عنوان بازرس پلیس

## ساخت
در یک برداشت طولانی در آغاز فیلم، لاک (نیکلسون) در اتاق هتل خود در حال جابه‌جایی عکس‌های گذرنامه است، در حالی که نوار ضبط شده‌ای که گفتگوی میان لاک و رابرتسون را که اکنون مرده پخش می‌کند. دوربین بدون بریدگی حرکت می‌کند تا ظاهر زنده رابرتسون را در بالکن، زمانی که لاک در کنار او ظاهر می‌شود و آن دو به صحبت ادامه می‌دهند، بگیرد که یک فلاش بک تک شات بدون تقطیع است.
پلان ماقبل آخر فیلم یک شات ردیابی هفت دقیقه‌ای است که از اتاق هتل لاک شروع می‌شود و به میدانی خاک‌آلود و فرسوده نگاه می‌کند، از میله‌های پنجره هتل بیرون می‌رود و به میدان می‌رود، ۱۸۰ درجه می‌چرخد و در نهایت به نمای بیرونی نزدیک از فضای داخلی اتاق بازمی‌گردد.
- مکان هتل در فیلم اوسونا عنوان شده است. با این حال، میدان گاوبازی در میدان به‌طور قابل تشخیصی میدان گاوبازی در شهر اسپانیایی ورا، در استان آلمریا است.[۳][۴] در یک گفتگو که چند دهه‌ها بعد انجام شد، نیکلسون گفت که آنتونیونی کل هتل را ساخته تا بتواند این نما را بگیرد.
- از آنجایی که فیلمبرداری ممتد و بدون قطع بود، تنظیم دیافراگم لنز امکان‌پذیر نبود چراکه دوربین از اتاق بیرون و به سمت میدان می‌رفت. از این رو، برای به حداقل رساندن کنتراست نوری بین روشنایی بیرون و اتاق، فیلم باید در اواخر بعد از ظهر و نزدیک غروب گرفته شود.
- در میدان باد می‌وزید و خدمه برای اطمینان از حرکت روان دوربین به سکون نیاز داشتند. آنتونیونی سعی کرد دوربین را در یک کره قرار دهد تا باد کمتر آن را تکان دهد، اما این کره از پنجره بیرون نمی‌رفت. در صحنه، به نظر می‌رسد که میله‌ها ممکن است تنظیم شده باشند که با نزدیک شدن دوربین به آنها حذف شوند.[نیازمند منبع]
- دوربین روی یک مسیر سقفی در اتاق هتل حرکت می‌کرد و وقتی به بیرون از پنجره می‌آمد، قرار بود توسط یک قلاب آویزان شده از یک جرثقیل غول پیکر به ارتفاع نزدیک به ۳۰ متر بلند شود. سیستمی از ژیروسکوپ بر روی دوربین تعبیه شده بود تا در حین جابجایی از این مسیر صاف داخلی به جرثقیل بیرون، آن را ثابت نگه دارد.

## بازخورد

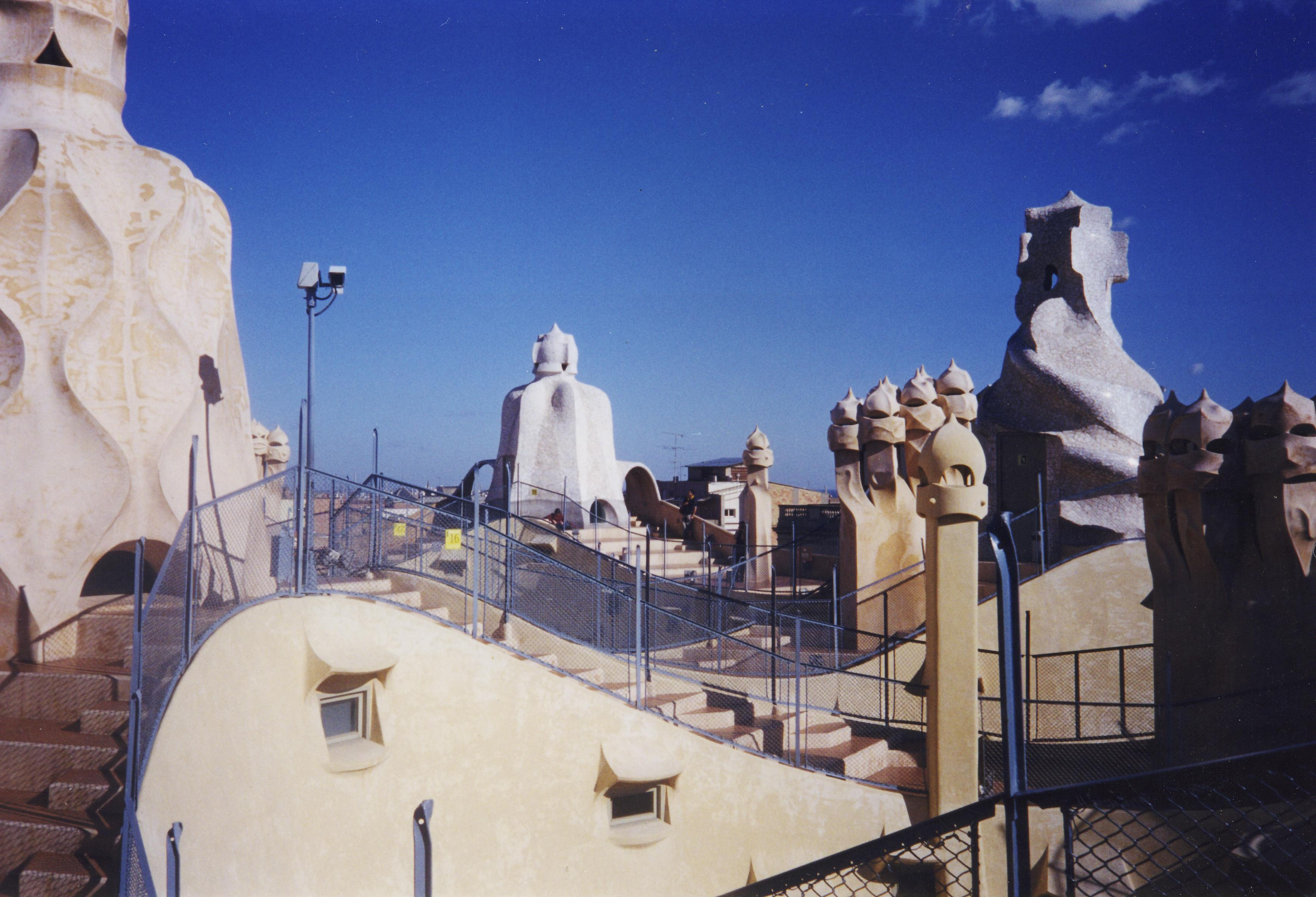
سقف کازا میلا در بارسلونا، در سال ۲۰۰۵. ظاهر سقف در سال ۱۹۷۵، در طول فیلمبرداری فیلم مسافر، کاملاً متفاوت بود. لاک (نیکلسون) از دختر می‌خواهد که وسایلش را از هتل بگیرد تا دوستش از بی‌بی‌سی او را نبیند.

حرفه: خبرنگار به دلیل فیلمبرداری (توسط لوچیانو توولی) و بازیگری اش به‌طور گسترده‌ای مورد تحسین قرار گرفته است. این فیلم برای دریافت نخل طلای جشنواره فیلم کن در سال ۱۹۷۵ رقابت کرد. این فیلم توسط منتقدانی مانند پیتر تراورز از رولینگ استون و مانولا دارگیس از نیویورک تایمز تحسین شد. راجر ایبرت در سال ۱۹۷۵ نقدی منفی به فیلم نوشت، اما در سال ۲۰۰۵ که دوباره آن را مرور کرد، نقد بسیار مثبت‌تر از فیلم داشت و نوشت که این تغییر از یک نگاه ادراکی به هویت، از خود بیگانگی و میل انسانی برای فرار از خود ناشی شده است. در نظرسنجی منتقدان سایت اند ساوند در سال ۲۰۱۲، حرفه: خبرنگار در رتبه ۱۱۰ قرار گرفت. و توسط مجله امپایر به عنوان یکی از ۵۰۰ فیلم برتر تمام دوران انتخاب شد.
جان سیمون نظر متفاوتی در مورد حرفه: خبرنگار داشت. او نوشت: «خالی بودن همه جا هست: در مناظر طبیعی و در مناظر شهری، کلیساها و اتاق‌های هتل، و بیشتر از همه در فیلمنامه. گفتگوها مبهم، طرح خام و مضحک، کنش‌ها بی‌معنی و پرخاشگرایانه، شخصیت‌پردازی‌ها ضعیف و بی‌ربط و فیلم‌سازی خالی و صرفاً پر ادعا بوده است.»
وینسنت کانبی از نیویورک تایمز نوشت که این فیلم «یک ملودرام معلق بود، داستانی آنقدر معمولی که حداقل تا نیمی از راه آن را نگذرانید متوجه می‌شوید که این یک کابوس باشکوه است و شما در از درون به بیرون نگاه می‌کنم.»en:The Passenger (1975 film)#cite note-16 جین سیکل از شیکاگو تریبون به فیلم یک نقد کامل چهار ستاره داد و گفت: «مسافر فیلم پیچیده‌ای است که فقط در زیبایی ظاهری‌اش آشکار است. و اگر به آن توجه نکنید. داستان ماجراجویی مغزی، احتمالاً خواهید دید که سرعت داستان تعقیب و گریز بسیار کند است. با این حال، بینندگانی که به آن لایه دیگر متصل می‌شوند، غنای قابل توجهی از تصویر و ایده پیدا می‌کنند. نیکلسون یک اجرای برتر دیگر را ارائه می‌دهد، او توانست خشم عاقلانه خود را بدون خنثی کردن طرح بزرگ آنتونیونی به دیگران منتقل کند." در سال - حافظه بیشتر بیش از هر چیز در Blow-Up یا نقطه بدبخت Zabriskie... The Passenger با صحنه ای به پایان می‌رسد که به نظر می‌رسد برای تاریخ سینما مقدر شده است.»en:The Passenger (1975 film)#cite note-18
کوین توماس از لس آنجلس تایمز این فیلم را "شاهکاری از زیبایی بصری و هنری سختگیرانه که به همان اندازه وسوسه انگیز است و خواب آور است. این فیلم یک دستاورد بزرگ توسط یکی از فیلمسازان بزرگ جهان است و یکی دیگر از آن تصویرهای باشکوه را به رخ می‌کشد. از نیکلسون». en:The Passenger (1975 film)#cite note-19 پنه لوپه گیلیات از نیویورکر این فیلم را "پیروزی اختراع فنی که دایره واژگان جادویی فیلم را گسترش می‌دهد، همان‌طور که قبلاً هرگز آن را گسترش نداده است" نامید. en:The Passenger (1975 film)#cite note-20 هنک وربا از ورایتی نوشته است که آنتونیونی "با زحمت یک نمایش سینمایی عالی را طراحی کرد که با سبک خاص او و تأملات دردناک او در مورد زندگی معاصر مشخص شده است که باعث تشویق بیشتر به برخوردهای مشترک می‌شود."en:The Passenger (1975 film)#cite note-21
راجر ایبرت در ابتدا در سال ۱۹۷۵ به فیلم نقد منفی داد. در سال ۲۰۰۵، او دوباره فیلم را با نقد مثبت تری بازبینی کرد و نوشت که این یک نگاه ادراکی به هویت، بیگانگی و میل انسانی برای فرار از خود است. او همچنین اجرای اشنایدر را به‌عنوان «اجرای خودانگیختگی نفس‌گیر» ستود. جان سایمون در کتاب «چیزی برای اعلام» در سال ۱۹۸۳ به‌طور ناپسند نوشت: «خالی همه‌جاست: در مناظر و مناظر شهری، کلیساها و اتاق‌های هتل، و مهم‌تر از همه. در فیلمنامه هرگز دیالوگ به این صورت مبهم‌تر، طرح ابتدایی‌تر و در عین حال مضحک‌تر، اکشن اتفاقی‌تر و پرشورتر، شخصیت‌پردازی ضعیف‌تر و بی‌درگیرتر، فیلم‌سازی خالی‌تر از همه‌چیز به جز حالت‌ها و ادعاها نبود.
در سال ۲۰۱۲، The Passenger در نظرسنجی منتقدان Sight & Sound در رتبه ۱۱۰ قرار گرفت. en:The Passenger (1975 film)#cite note-24 این فیلم توسط مجله امپایر به عنوان یکی از ۵۰۰ فیلم برتر تمام دوران معرفی شد. مجله فیلمبرداری فیلم (توسط لوچیانو توولی) و اجراها، به ویژه اجرای آرام و انعکاسی نیکلسون را ستود. en:The Passenger (1975 film)#cite note-25 در وب‌سایت جمع‌آوری نقد Rotten Tomatoes، ۸۸ درصد از ۷۴ نقد منتقد، با میانگین امتیاز ۸٫۱/۱۰ مثبت هستند. اجماع وب‌سایت چنین می‌گوید: «کلاسیک آنتونیونی، داستانی از شخصیت‌های تنها و بیگانه در سفری در میان مناظر اسرارآمیز هویت، از زیبایی و عدم قطعیت می‌درخشد.» در متاکریتیک، این فیلم بر اساس ۲۰ نقد، امتیاز ۹۰ را کسب کرده است. که نشان دهنده «تحسین جهانی» است.
در تارنمای جمع‌آوری دیدگاه‌های راتن توماتوز، ۸۸ درصد از ۷۴ نقد منتقد، با میانگین امتیاز ۸٫۱/۱۰ مثبت هستند. اجماع این وب‌سایت می‌گوید: «اثر کلاسیک آنتونیونی، داستانی از شخصیت‌های تنها و بیگانه در سفری در میان مناظر اسرارآمیز است، که در زیبایی بدون اطمینانی می‌درخشد.»